# Geocharis fusiformis
Geocharis fusiformis är en enhjärtbladig växtart som först beskrevs av Henry Nicholas Ridley, och fick sitt nu gällande namn av Rosemary Margaret Smith. Geocharis fusiformis ingår i släktet Geocharis och familjen Zingiberaceae.

## Underarter
Arten delas in i följande underarter:
- G. f. borneensis
- G. f. fusiformis